# Annie York
Annie Zechtgo York (* 21. September 1904 in Spuzzum, Kanada; † 19. August 1991 in Hope, Kanada) war eine kanadische Ureinwohnerin und Schriftstellerin.

## Werdegang
Annie Zechtgo York wurde 1904 in Spuzzum in der kanadischen Provinz British Columbia geboren und verbrachte dort den größten Teil ihres Lebens. Sie hatte sechs Geschwister. Über ihr Leben ist nicht viel bekannt. York besuchte die Schulen in Pitt Meadows. 1925 zog sie nach Merritt. York machte eine Ausbildung zu Krankenschwester. Sie diente als Übersetzerin vor Gerichten und in Krankenhäusern. 1932 kehrte sie nach Spuzzum zurück.
York war eine angesehene Älteste bei den Nlaka'pamux von der Spuzzum First Nation, eine kulturelle Autorität, eine Heilerin und mündliche Lehrerin, die bis zu ihrem Tod das Wissen der Einheimischen in der Fraser-Canyon-Region vermittelte. Sie lebte ein einfaches, aber tiefgründiges Leben, basierend auf dem Respekt für alles Lebende, und wies hohe moralische Werte auf.
Mit Co-Autoren verfasste sie zahlreiche Bücher über die Frühgeschichte und Ethnobotanik der Region. In diesem Zusammenhang wirkte sie an dem Buch They Write Their Dreams on the Rock Forever: Rock Writings in the Stein River Valley of British Columbia, welches 1993 herausgegeben wurde. Es umfasst ihre Erläuterungen der geritzten Felsbilder, auch als rock writings oder Steininschriften bezeichnet, welche man in Stein Valley fand.
York war die Hauptfigur in dem Film Bowl of Bone: Tale of The Syuwe.
Am 19. August 1991 verstarb sie im Fraser Canyon Hospital in Hope und wurde dann auf dem lokalen Mountainview Cemetery beigesetzt.